# Intersputnik

Logotip de Intersputnik

L'Organització Internacional de Telecomunicacions Espacials Intersputnik (en rus: Международная организация космической связи Интерспутник o bé Интерспутник), conegut senzillament com a Intersputnik, és una organització internacional de serveis de comunicacions per satèl·lit creada el 15 de novembre de 1971, a Moscou per la Unió Soviètica juntament amb un grup de vuit anteriors estats socialistes (Polònia, Txecoslovàquia, Alemanya Oriental, Hongria, Romania, Bulgària, Mongòlia, i Cuba).
L'objectiu era i continua sent el desenvolupament i l'ús comú de satèl·lits de comunicacions. Va ser creat com a resposta del bloc oriental a l'organització occidental Intelsat. En 2024 l'organització compta amb 25 estats membres.
Intersputnik avui dia és una organització alineada comercialment. Opera 12 satèl·lits en òrbita i 41 transponedors. Al juny de 1997 Intersputnik va crear l'empresa Lockheed Martin Intersputnik (LMI) conjuntament amb Lockheed Martin, que construeix i opera els satèl·lits del mateix nom.

## Estats membres
| - Afganistan - Azerbaidjan - Belarús - Bulgària - Cambodja - Cuba - Txèquia - Geòrgia - Alemanya (Com el successor legal de la RDA) - Hongria - Índia - Kazakhstan - Kirguizstan | - Laos - Mongòlia - Nicaragua - Corea del Nord - Polònia - Romania - Rússia - Síria - Tadjikistan - Turkmenistan - Ukraine - Vietnam - Iemen |  |

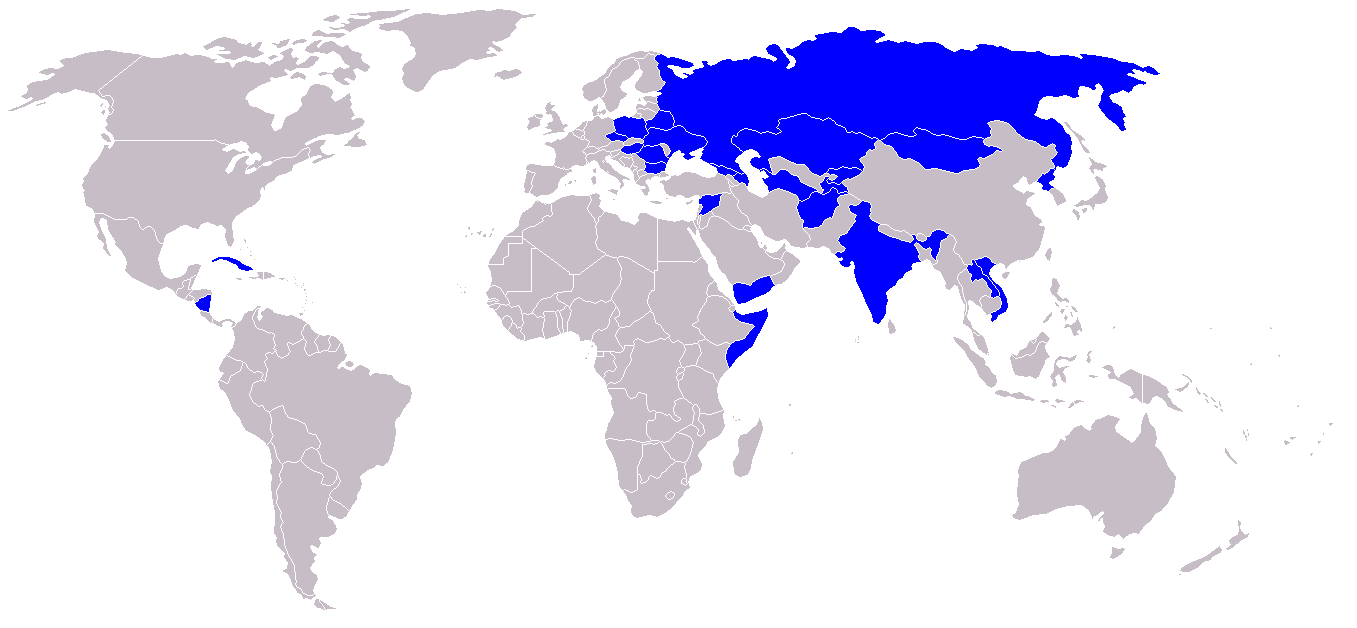